# 文華東方酒店 (巴黎)

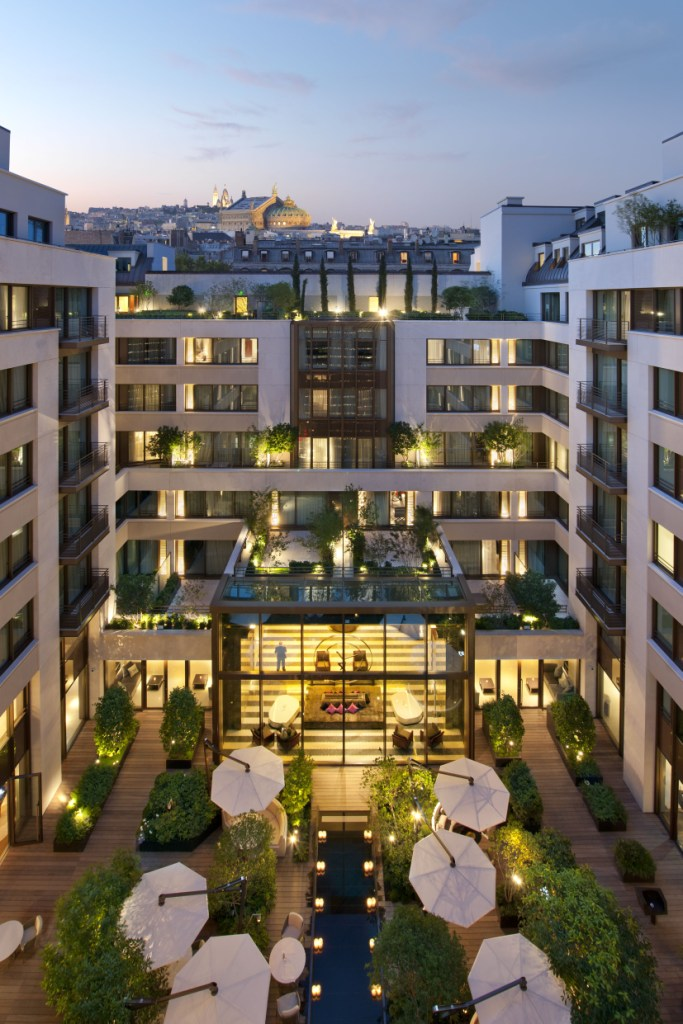

文華東方酒店（Mandarin Oriental）是一家位於巴黎市中心的五星級高級飯店。文華東方巴黎這間有135間客房，在2011年6月加入文華東方酒店集團管理。135間客房中有96間是客間，39間是套房，酒店的水療中心是巴黎規模最大的spa之一。 